# Ormyromorpha silvifilia
Ormyromorpha silvifilia är en stekelart som beskrevs av Girault 1927. Ormyromorpha silvifilia ingår i släktet Ormyromorpha och familjen puppglanssteklar. Inga underarter finns listade i Catalogue of Life.